# Vikram Samvat
El vikrama samvat es el nombre de uno de los varios calendarios hinduista (dado que en India y Nepal existen varios en uso):
- vikrama samvat: lunar y sideral solar por años.
- shaka samvat (tradicional): lunar y solar de los tropical.
- calendario bangla (bengalí): solar tropical por años.
- calendario tamil/kerala: solar tropical por años, como el calendario malayalam.
- calendario malayalam: solar tropical por años, como el calendario tamil/kerala.
- bikram sambat: calendario nepalí, solar tropical por años.

La mayoría de las fiestas en India están basadas calendario los dos primeros calendarios. Algunos se basan en el ciclo solar como el calendario sankranti (solar sideral) y el calendario vaisakhi (solar tropical).

## Meses y correspondencias aproximadas
Los meses en la India se listan abajo. Shaka y Chaitradi Vikram (UP, Rajasthan y otros) comienzan con Chaitra; Kartikadi Vikram (Guyarat, Maharashtra) comienzan con Kartika.
| #  | Hindú                   | Gregoriano          |
| -- | ----------------------- | ------------------- |
| 1  | Chaitra                 | marzo-abril         |
| 2  | Vaisākha                | abril-mayo          |
| 3  | Jyeshta                 | mayo-junio          |
| 4  | Āshāda                  | junio-julio         |
| 5  | Srāvana                 | julio-agosto        |
| 6  | Bhādrapada              | agosto-septiembre   |
| 7  | Ashwina                 | septiembre-octubre  |
| 8  | Kārtika                 | octubre-noviembre   |
| 9  | Mārgasirsa (Agrahayana) | noviembre-diciembre |
| 10 | Pausha                  | diciembre-enero     |
| 11 | Māgha                   | enero-febrero       |
| 12 | Phālguna                | febrero-marzo       |

Nakshatras son divisiones de ciclos en donde cada 13° 20' comienzan desde 0° Aries. El purnima de cada mes está sincronizado con un nakshatra.

## Ciclos en India
Los ciclos del tiempo en India son los siguientes:
- Ciclo de 60 años.
- El año.
- 6 estaciones del año.
- Cerca de 60 días (2 meses) en una estación.
- El mes (lunar).
- 2 pakshas en un mes, shukla (waxing) y krishna (waning)
- 15 tithis en un paksha (1-14, el XV es purnima o amavasya)

Los años están sincronizados con el año solar sideral a través de la adición o sustracción de meses.

## Conversión de fechas al calendario civil
Convertir una fecha de un calendario hindú a una era común aproximada requiere una compleja operación matemática:
- Chaitradi Vikram (pasado) : Chaitra-Pausha: sustraer 57; Pausha-Phalguna: sustraer 56.
- Shaka: sumar 78-79
- Kalachuri: sumar 248-249
- Gupta/Valabhi: sumar 319-320
- Bangla: sumar 593-594
- Vira Nirvana: sustraer 527-526